# Sexo e as Negas
Sexo e as Negas é uma série de televisão produzida pela TV Globo e exibida entre 16 de setembro e 16 de dezembro de 2014. Idealizada por Miguel Falabella, foi escrita pelo mesmo com Alessandra Poggi, Antonia Pellegrino, Artur Xexéo, Flavio Marinho, Luiz Carlos Góes e Ana Quintana, e roteiro final de Falabella. A direção ficou a cargo de Hsu Chien, Charles Daves e Cininha de Paula.

## Enredo
A série mostra o dia a dia, da vida de quatro amigas moradoras da Cidade Alta de Cordovil (subúrbio/zona norte do Rio de Janeiro) a partir da narração de Jesuína (proprietária do bar que as amigas frequentam) e da rádio local.

## Elenco
| Intérprete           | Personagem                 |
| -------------------- | -------------------------- |
| Karin Hils           | Zulma dos Santos           |
| Corina Sabbas        | Matilde da Silva (Tilde)   |
| Lilian Valeska       | Lia                        |
| Maria Bia            | Soraia Sousa               |
| Cláudia Jimenez      | Jesuína de Paula           |
| Alessandra Maestrini | Gaudéria Brascia           |
| Marcos Breda         | Alaor                      |
| Maria Gladys         | Fumaça                     |
| Débora Duarte        | Rosimere                   |
| Bia Nunnes           | Leonor Canhoto             |
| Cosme dos Santos     | Arenoso dos Santos (Areno) |
| Rafael Zulu          | Elder                      |
| Rafael Machado       | Big                        |
| Alessandra Verney    | Bibiana Brascia            |
| Sérgio Marone        | Enéas                      |
| Aline Dias           | Jéssica                    |
| Frank Borges         | Adilson Brascia (Vinagre)  |
| Waldir Gozzi         | Zé Carlos (Lagarto)        |

### Participações especiais
| Intérprete          | Personagem                            |
| ------------------- | ------------------------------------- |
| Françoise Forton    | Marisa Bengston de Castro (Marisinha) |
| Blota Filho         | Werner Bengston de Castro             |
| Adriana Lessa       | Madalena                              |
| Adriano Garib       | Alfredo                               |
| Carlos Thiré        | Jesus Cristo                          |
| Flávio Tolezani     | Patrão de Tilde                       |
| Duda Costa          | Antonieta                             |
| Izak Dahora         | Carbureto                             |
| Karolina Albertassi | Gislene                               |
| Land Vieira         | Tôca                                  |
| Michel Gomes        | Pindoba                               |

## Episódios
| N.º na série | N.º na temp. | Título                   | Exibição original      | Audiência (em pontos) |
| ------------ | ------------ | ------------------------ | ---------------------- | --------------------- |
| 1            | 1            | "Moto Contínuo"          | 16 de setembro de 2014 | 14                    |
| 2            | 2            | "O Pente Que te Penteia" | 23 de setembro de 2014 | 14                    |
| 3            | 3            | "Narciso Negro"          | 7 de outubro de 2014   | 13                    |
| 4            | 4            | "Vaza!"                  | 14 de outubro de 2014  | 12                    |
| 5            | 5            | "Puro Preconceito"       | 21 de outubro de 2014  | 12                    |
| 6            | 6            | "O Encaixe"              | 28 de outubro de 2014  | 13                    |
| 7            | 7            | "Alguns Sonhos"          | 4 de novembro de 2014  | 13                    |
| 8            | 8            | "O Território do Corpo"  | 11 de novembro de 2014 | 14                    |
| 9            | 9            | "Sociedade de Consumo"   | 18 de novembro de 2014 | 15                    |
| 10           | 10           | "O Beijo de Judas"       | 25 de novembro de 2014 | 13                    |
| 11           | 11           | "Pulo do Gato"           | 2 de dezembro de 2014  | 13                    |
| 12           | 12           | "Ventos de Mudança"      | 9 de dezembro de 2014  | 15                    |
| 13           | 13           | "O Momento da Borboleta" | 16 de dezembro de 2014 | 13                    |

- Média geral: 14 pontos[38]

## Recepção

### Críticas e controvérsias
Em novembro de 2014, Jean Wyllys foi criticado por lideranças de seu próprio partido e por grupos de defesa dos direitos dos afro-brasileiros por ter declarado uma defesa em relação ao programa Sexo e as Negas, exibido pela Rede Globo. Wyllys, disse que, ao contrário daqueles que acusam os seriado de ser sexista e racista, a produção na verdade "denuncia o racismo" e afirmou que “Miguel Falabella [o idealizador do seriado] é um cara que está longe, muito longe mesmo, de ser um racista”. Entretanto, o programa foi alvo de denúncias à Secretaria de Políticas para Mulher da Presidência e ainda é alvo de críticas por movimentos de mulheres e negros.
Antes da estreia, a série foi acusada de racismo à Secretaria Especial da Promoção da Igualdade Racial (Seppir), que posteriormente autuou a Rede Globo. Telespectadores, também criaram uma campanha de boicote ao programa. O autor Miguel Falabella, também comentou que a série teve alguns textos cortados, e em relação as críticas à série, classificou que "são coisas de gente desocupada". No dia da estreia, a fachada da Rede Globo foi pichada por manifestantes contrários à exibição da série.

## Audiência
O primeiro episódio registrou 14 pontos em São Paulo e 18 no Rio de Janeiro. Teve média geral de 13,5 (14) pontos em São Paulo.